# Budynek przy ul. 9 Maja 5 w Braniewie
Budynek przy ul. 9 Maja 5 – zabytkowy budynek mieszkalny w Braniewie, pochodzący z przełomu XIX i XX wieku, położony w ciągu zabudowy pierzejowej ul. 9 Maja.
Budynek został zbudowany pod koniec XIX na początku XX wieku. Wzniesiony na planie prostokąta, trzykondygnacyjny, podpiwniczony, dach mansardowy. W połaci dachowej, na osi środkowej znajduje się charakterystyczna wystawka (facjata). W podwórzu do prawj osi budynku przylega oficyna.
Budynek jest wpisany do wojewódzkiej ewidencji zabytków.

## Galeria zdjęć

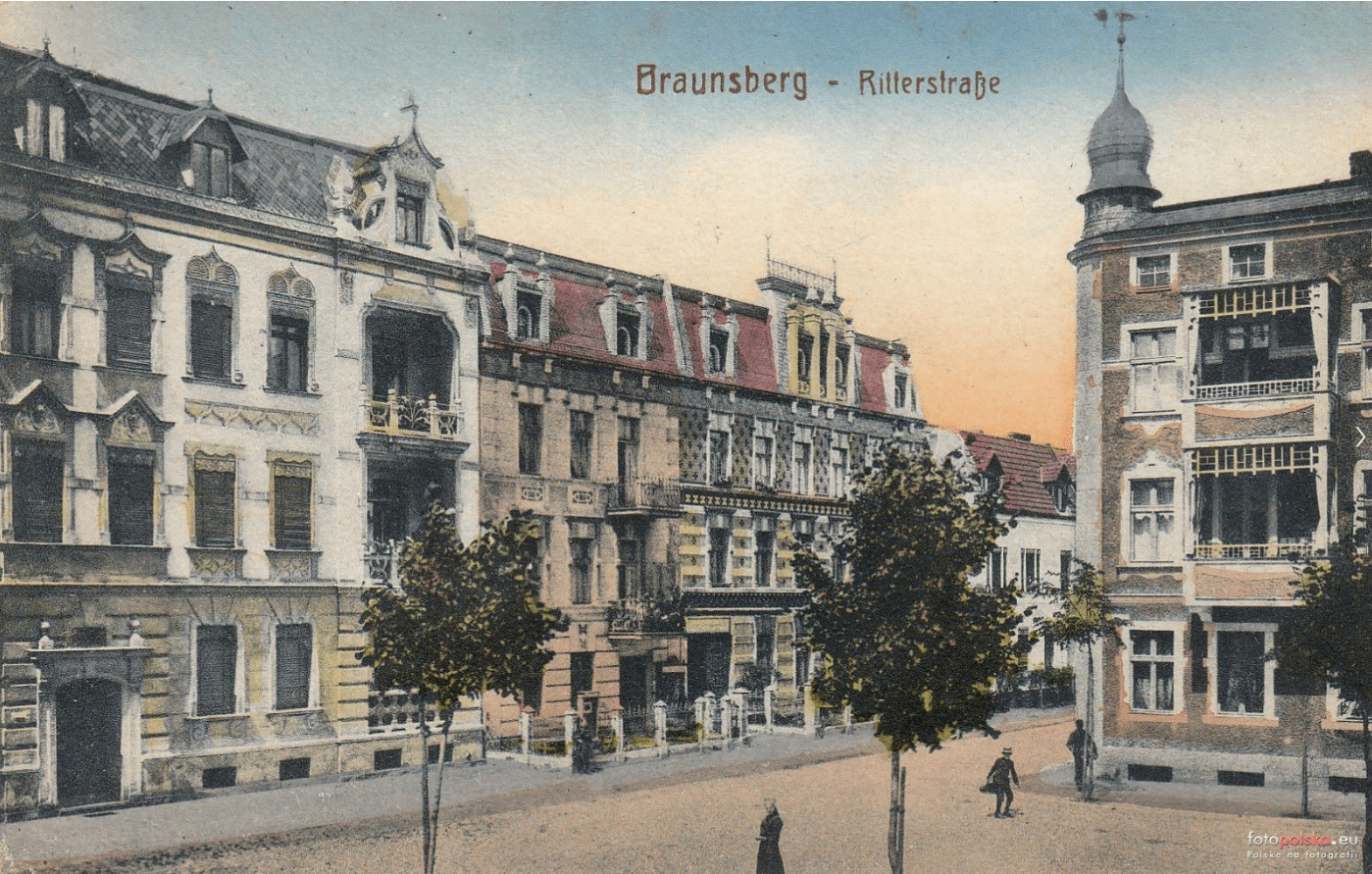
Początek XX w.
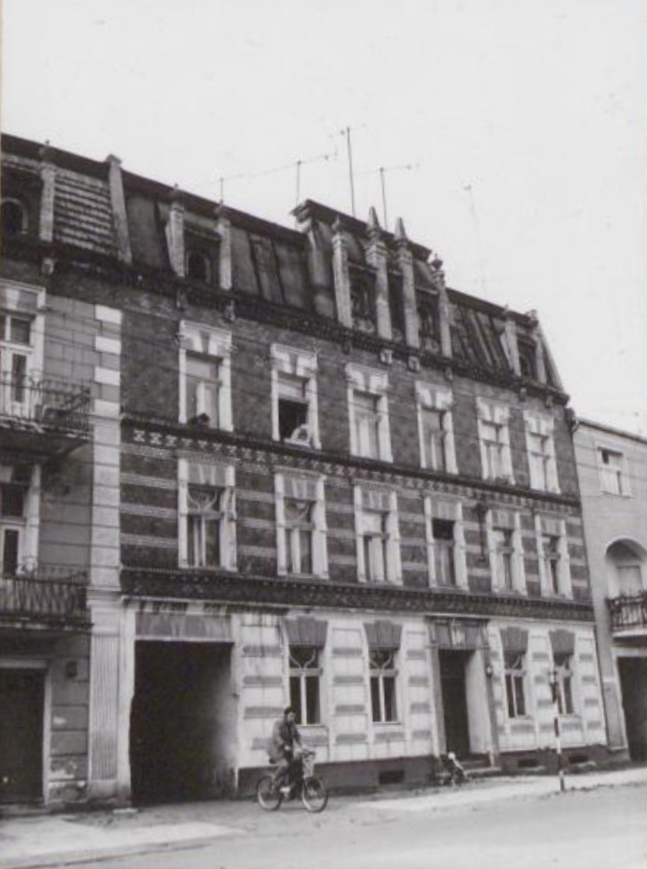
Rok 1981
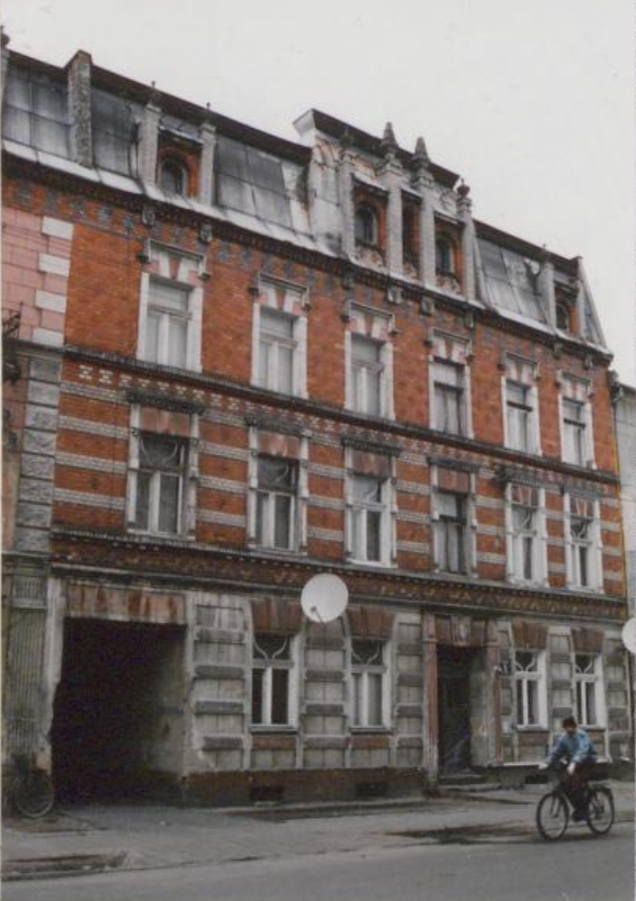
Rok 1999
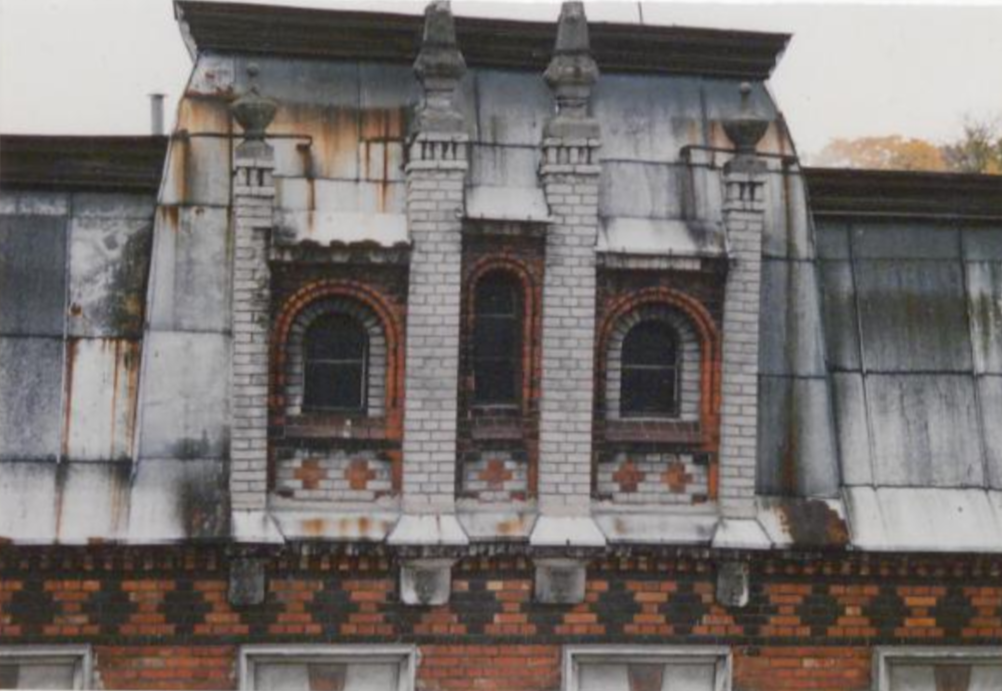
Detal (facjata)
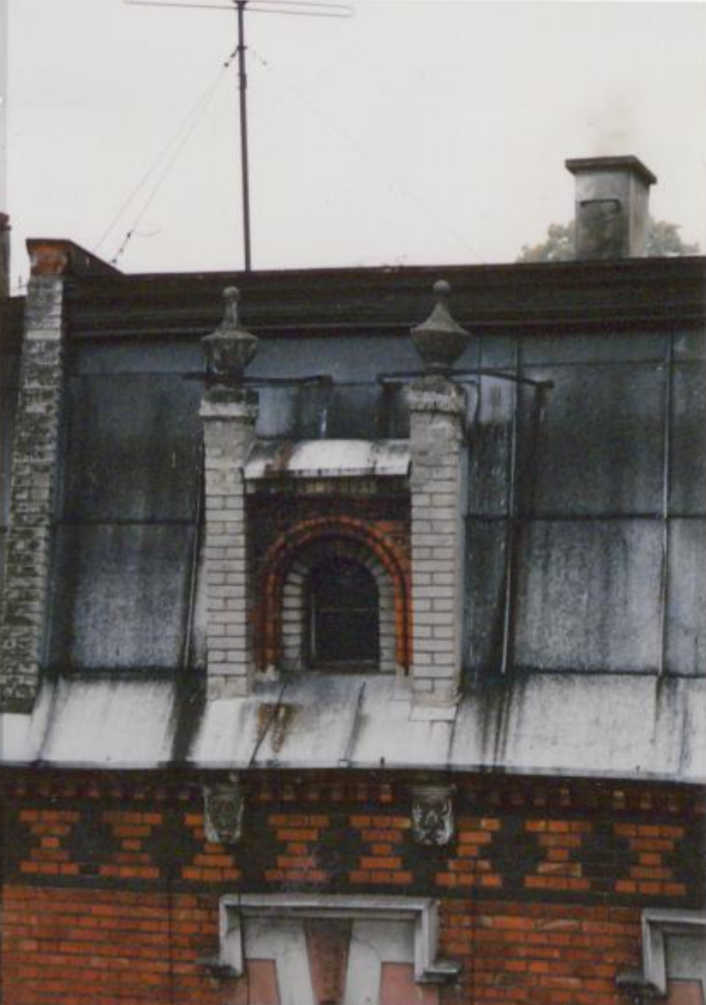
Detal
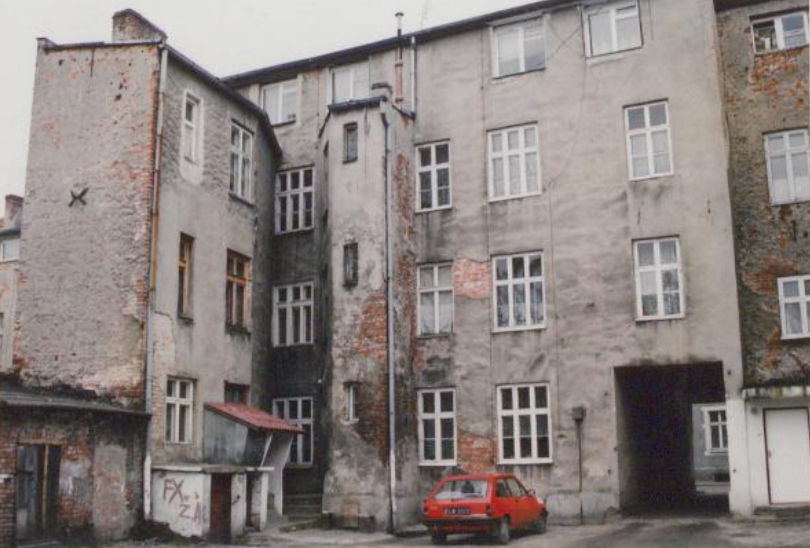
Widok od podwórza, 1999
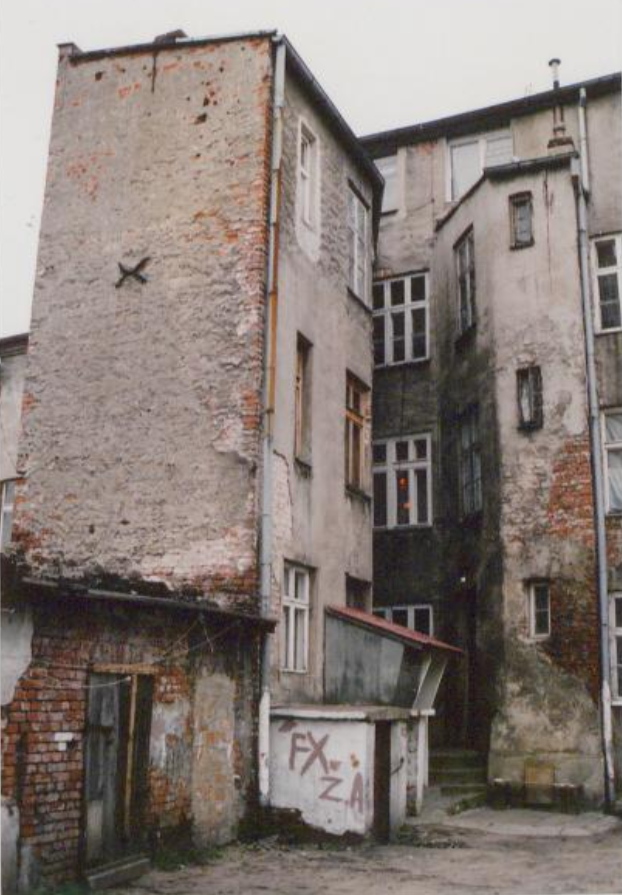
Oficyna w podwórzu, 1999
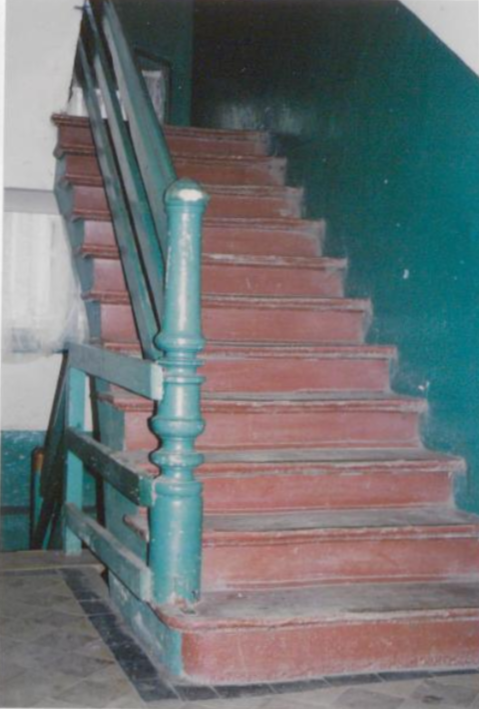
Klatka schodowa, 1999
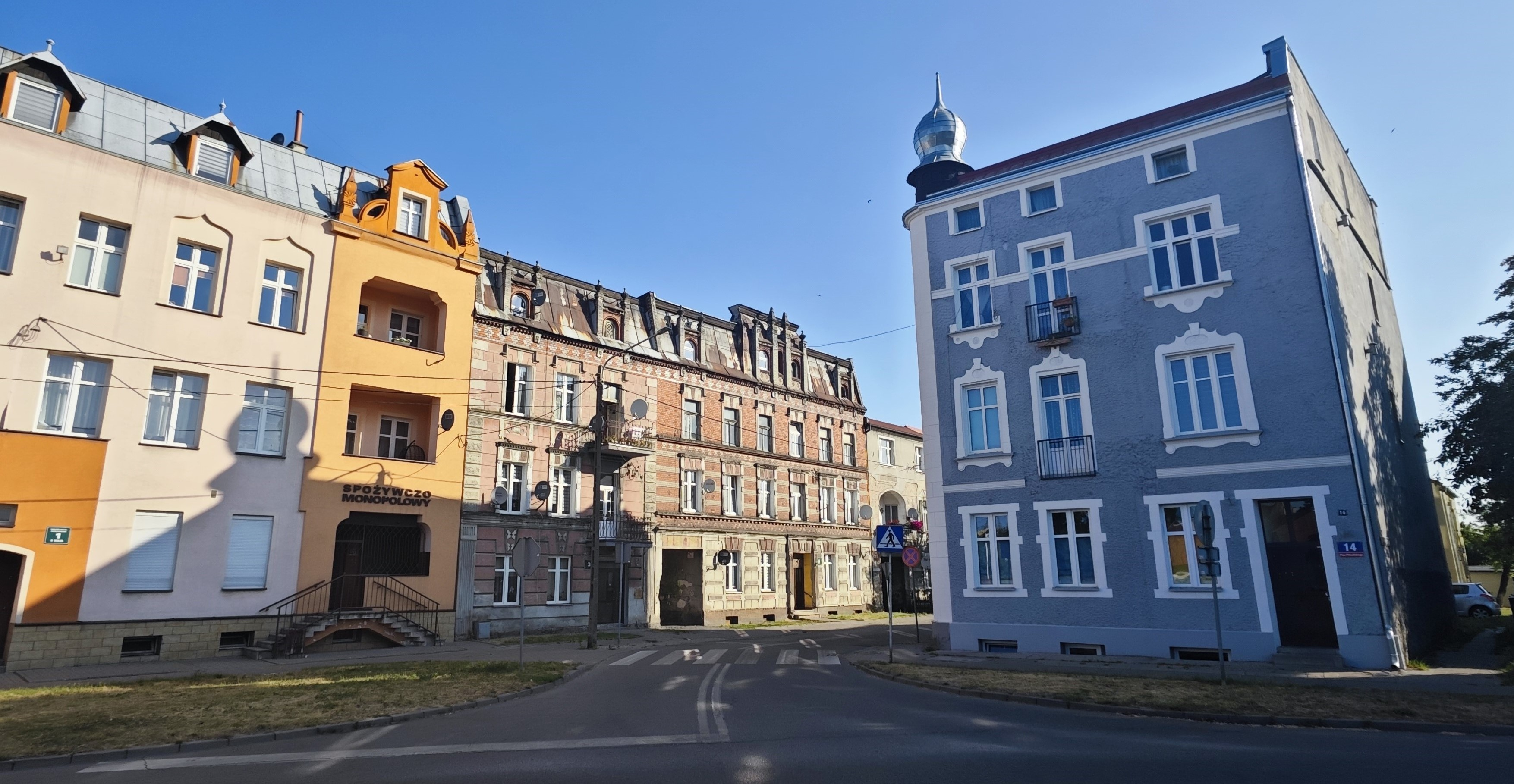
Widok z pl. Piłsudskiego, 2023